# سیارک ۶۵۸۶
سیارک ۶۵۸۶ (به انگلیسی: 6586 Seydler، نامگذاری:1984UK1) شش هزار و پانصد و هشتاد و ششمین سیارک کشف شده‌است که در ۲۸ اکتبر ۱۹۸۴ کشف شد.
قدر مطلق سیارک برابر ۱۳٫۹۰ است.